# Hilarião, o Ibérico
Hilarião, o Ibérico (em georgiano: ილარიონ ქართველი) foi uma das maiores figuras eclesiásticas de Império Bizantino, um notável teólogo e filósofo ortodoxo, e Metropolita de Complexo monasterial de David Gareja. Hilarião era um georgiano nascido no Reino da Ibéria.